# Wakō (Saitama)
Wakō (和光市, Wakō-shi) és una ciutat i municipi de la prefectura de Saitama, a la regió de Kantō, Japó.

## Geografia
La ciutat de Wakō es troba localitzada a la part més meridional de la prefectura de Saitama, fent frontera amb els municipis toquiòtes de Nerima i Itabashi. Topogràficament, el municipi es troba localitzat sobre l'altiplà de Musashino, amb el riu Shirako que flueix pels limits entre la ciutat i la localitat d'Itabashi, al costat oriental del municipi, i els rius Ara i Shingashi als límits septentrionals de la ciutat. El terme municipal de Wakō limita amb els d'Itabashi i Nerima, a Tòquio, al sud; amb Asaka a l'oest i amb Toda al nord-est.

### Clima
La ciutat de Wakō té, segons la classificació climàtica de Köppen, un clima subtropical humit, caracteritzat per estius càlids i hiverns freds amb poca o nul·la neu. La temperatura anual mitjana a Wakō és de 14,4 graus centígrads. Per altra banda, la mitjana anual de precipitacions és de 1.647 mil·límetres, sent setembre el mes més humit. A la mitjana, la temperatura més alta és de 26,2 graus centígrads a l'agost i la temperatura més baixa de 2,7 graus al gener.

### Barris
A continuació, es presenta una relació dels barris en els quals es divideix administrativament el municipi:
- Chūō (中央)
- Hirosawa (広沢)
- Hon-chō (本町)
- Maruyama-dai (丸山台)
- Matsunokijima-chō (松ノ木島町)
- Minami (南)
- Niikura (新倉)
- Nishi-Yamato Danchi (西大和団地)
- Shimo-Niikura (下新倉)
- Shirako (白子)
- Suwa (諏訪)
- Suwa-Hara Danchi (諏訪原団地)

## Història
Les investigacions arqueològiques de diversos indrets de la ciutat de Wakō han revel·lat les restes de diversos llogarets a l'actual municipi, incloent ceràmica i ferramentes de pedra del període Jōmon. També hi ha senyals del cultiu de l'arròs en èpoques primerenques coincidint amb el període Yayoi així com les troballes de ceràmica i nombroses ferramentes d'aquest període. La zona on actualment es troba el municipi de Wakō començà a créixer durant el període Muromachi amb el nom de Shirako-juku com a posta al camí de Kawagoe.
Amb l'arribada del període Meiji i la nova divisió municipal de l'1 d'abril de 1889, la zona on actualment es troba la ciutat va ser designada pel govern com els pobles de Shirako i Niikura, ambdós part del districte de Niikura, avui ja desaparegut. L'any 1894 el districte de Niikura va ser absorbit pel districte de Kita-Adachi, que encara existeix, restant els pobles de Shirako i Niikura dins. Els dos pobles es fussionaren amb el nom de Yamato l'1 d'abril de 1943 per impuls del govern durant la guerra. Des de la fi de la contesa, la població de la vila va augmentar considerablement degut a l'expansió de la recentment creada metropolis de Tòquio, esdevenint Wakō fins avui una ciutat dormitori d'aquesta. El creixement industrial de la ciutat va vindre donat en part per la ubicació de la fàbrica de Honda, actualment desmantellada i reconvertida en el centre de disseny de l'empresa. Finalment, la vila de Yamato va esdevindre ciutat amb el nou i actual nom de Wakō el 31 d'octubre de 1970.

## Administració

### Alcaldes
- Kiyoshi Yanagishita (1970-1989)
- Shigeru Tanaka (1989-2001)
- Minoru Nogi (2001-2009)
- Takehiro Matsumoto (2009-2021)
- Hidehiko Ōshima[4] (2021-2021)
- Mitsuko Shibasaki (2021-present)

## Demografia
| 1920   | 1930   | 1940   | 1950   | 1960   | 1970   | 1980   |
| ------ | ------ | ------ | ------ | ------ | ------ | ------ |
| 4.409  | 4.700  | 5.572  | 10.240 | 17.242 | 39.512 | 49.713 |
| 1990   | 2000   | 2010   | 2020   | 2030   | 2040   | 2050   |
| 56.890 | 70.170 | 80.741 | 84.161 | -      | -      | -      |

## Transport

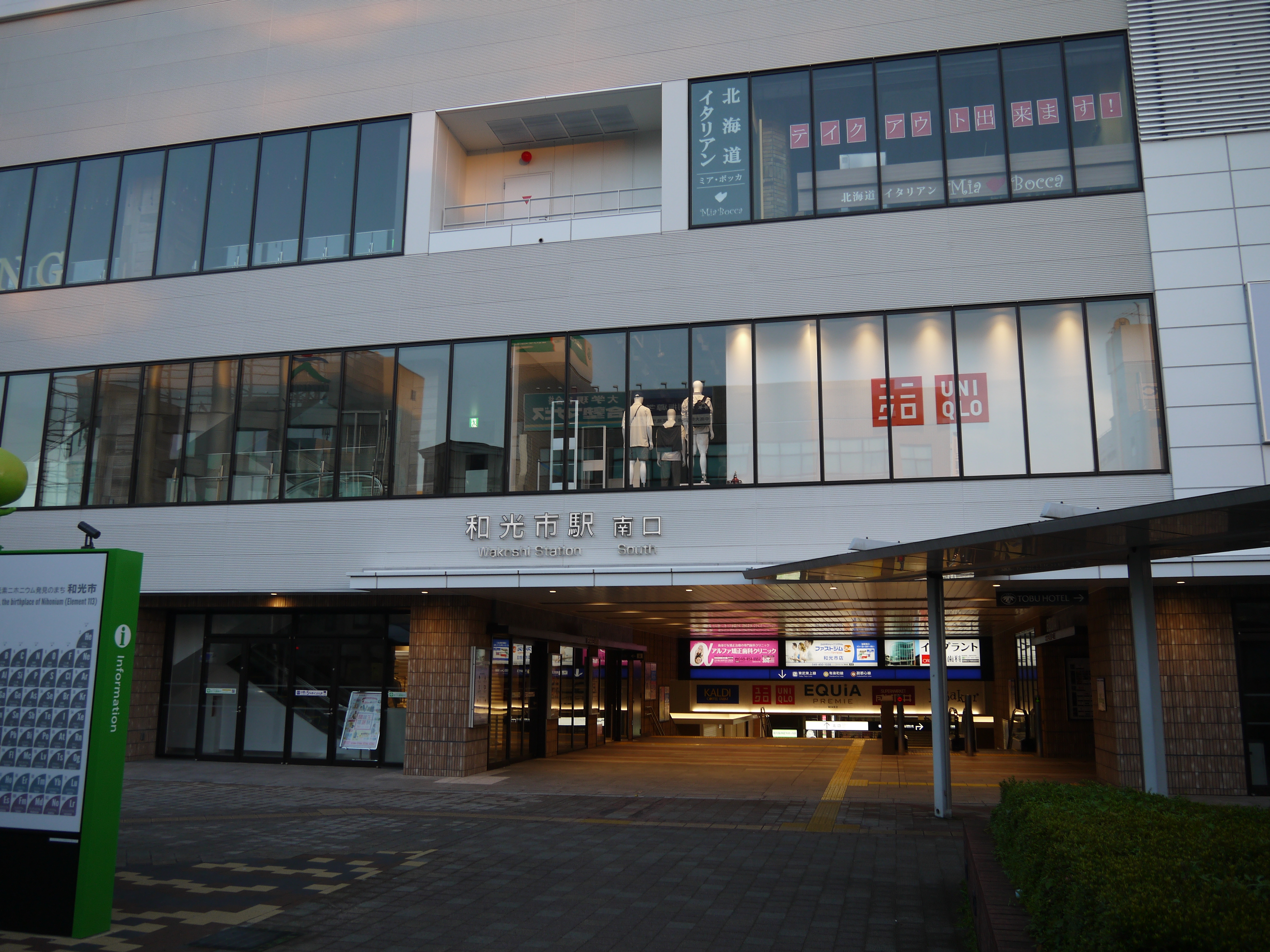
Estació de Wakō-shi, recentment renovada

### Ferrocarril
- Ferrocarril Tōbu
  - Wakō-shi
- Metro de Tòquio
  - Wakō-shi

### Carretera
- Autopistes: Autopista Circumval·latòria de Tòquio (Tōkyō Gaikan)
- Nacionals: N-254 - N-298
- Prefecturals: S-68 - S-88 - S-108 - S-109 - S-112

## Agermanaments
- Longview, estat de Washington, EUA.[6] (1 d'octubre de 1999)